# Cratère d'Araguainha

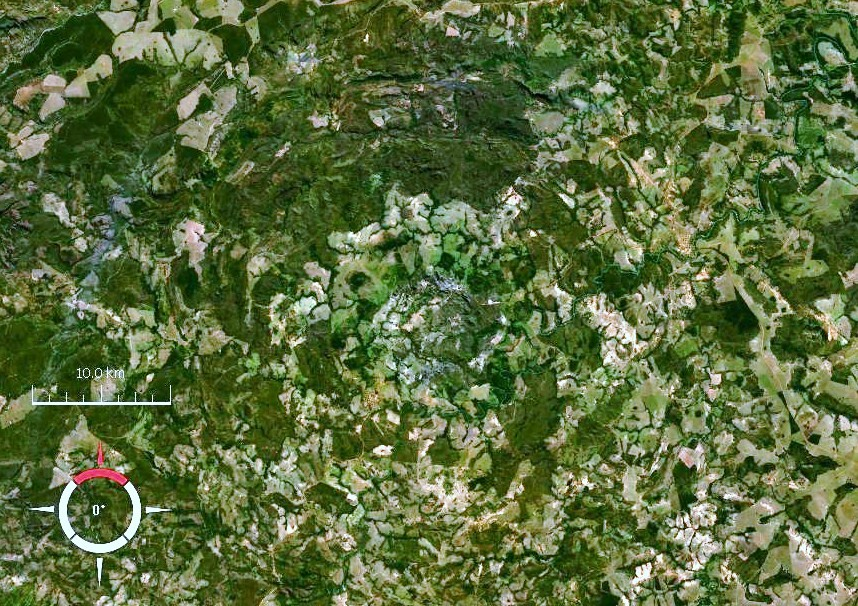
Photo satellite de l'emplacement du cratère d'Araguainha

Le cratère d'Araguainha est un cratère d'impact météoritique à la frontière du Mato Grosso et de l'état du Goiás au Brésil, à proximité du village d'Araguainha.
Il date d'environ 254,7 millions d'années, et son diamètre est de 40 km, ce qui en fait le plus grand astroblème d'Amérique du Sud.